# Geschichte Südamerikas
Die Geschichte Südamerikas umfasst die Entwicklungen des Kontinentes Südamerika von der Urgeschichte bis zur Gegenwart. Sie begann vor etwa 13.000 bis 14.000 Jahren im Zuge der Besiedlung Amerikas durch Menschen. Die schriftlichen Zeugnisse der südamerikanischen Kulturen sind bis zur Entdeckung Amerikas 1492 sehr spärlich und wurden während der Kolonialisierung sogar noch vielfach zerstört.
Einen zeitlichen und geographischen Überblick zur Einbettung Südamerikas in die Geschichte der Menschheit bietet die Zeittafel der Menschheitsgeschichte.

## Vor- und Frühgeschichte Südamerikas
Während ein Großteil der Archäologen die Clovis-Kultur vor etwa 13.000 Jahren als älteste menschliche Kultur auf dem amerikanischen Kontinent ansieht, wird das von einigen Forschern in Frage gestellt. So datiert Tom Dillehay die Fundstücke der chilenischen Ausgrabungsstätte Monte Verde auf ein Alter von mindestens 14.000 Jahren. Er vermutet eine Einwanderung über den Seeweg nach Südamerika. Dies könnte von Sibirien aus über den Nordpazifik nach Nordamerika oder durch polynesische Seefahrer über den Stillen Ozean nach Südamerika geschehen sein. Auch Einwanderer aus Europa werden in manchen Theorien in Erwägung gezogen. Alle diese Thesen sind nicht bewiesen. Die Einwanderung erfolgte vermutlich in verschiedenen Wellen.
In Südamerika tauchen die ersten gesicherten Spuren einer Bevölkerung um etwa 8000 v. Chr. auf. Steinwerkzeuge und Klingen lassen sich in diesen Zeitraum einordnen. Höhlenmalereien in der Gegend um die Stadt Ayacucho in Peru und in den Lauricocha-Höhlen an der Quelle des Río Marañón stammen ebenfalls aus diesem Zeitraum. Der erste kultivierte Anbau von Kürbissen und Bohnen und die Züchtung von Lamas wird auf etwa 4000 v. Chr. datiert.

## Präkolumbische Zeit
Die ältesten Keramiken fand man in Ecuador im Guayas-Becken. Sie werden der Valdivia-Kultur zugeordnet und auf das 4. Jahrtausend v. Chr. datiert. Diese amerikanische Kultur brachte bereits eine städtische Organisation mit Kulten, Riten und Opfergaben hervor, zu einer Zeit in der sich auf der anderen Seite der Welt die Sumer-Kultur entwickelte und in Ägypten die geschichtlichen Aufzeichnungen begannen.
Die Stadt Caral wurde 1996 entdeckt und ist die älteste bekannte Stadt auf dem amerikanischen Kontinent. Die Stufenpyramide wurde 2001 auf das Jahr 2627 v. Chr. datiert. Gefunden wurden Häuser für zumindest 3000 Menschen, Amphitheater und Tempelanlagen. Künstliche Bewässerungssysteme sorgten für Fruchtbarkeit inmitten des Wüstengebietes. Weitere Funde beweisen, dass die Bevölkerung Handel mit den Küsten- und Amazonasgebieten trieben.
Ab dem 2. Jahrtausend v. Chr. entwickelten sich einzelne lokale Kulturen in ganz Südamerika. An der Küste Ecuadors entstand um 1600 v. Chr. die Machalilla-Kultur. Sie führten in den Anden die weit verbreiteten Keramikgefäße mit Henkel ein, die noch bei den Chavín, Mochica und Chimú zu finden sind.
Die nachfolgende Chorrera-Kultur stellten um die Zeit von 1200 bis 500 v. Chr. Keramiken in Menschen- und Tiergestalt her. Ihre Häuser wurden um einen großen Platz gruppiert und auf künstlichen Aufschüttungen erbaut. Mit den Chavín trieben sie einen regen Handel.
Zwischen 1000 v. Chr. und 500 v. Chr. wanderten die Arawaken den Orinoco entlang, bis sie sich am Delta niederließen. Sie kannten keine Keramik, verfügten über Kanus und lebten von Fischfang, der Jagd und vom Anbau von Mais, Bohnen, Süßkartoffeln, Kürbissen und Maniok. Bereits bekannt waren auch Erdnüsse, Pfeffer, Ananas, Tabak und Baumwolle. Nach der Entdeckung durch die Spanier fielen sie binnen eines Jahrhunderts Seuchen zum Opfer.
Die früheste, heute noch erkennbare Hochkultur, war die der Chavín, die etwa 1800 v. Chr. bis 300 v. Chr. existierte. Die Motive zur Olmeken-Kultur, Raubkatze, Vogel und Schlange, legen eine Verbindung nahe. Die bis heute erhaltenen Ruinen sind Anziehungspunkt für den Tourismus im Norden Perus. In denselben Zeitrahmen fällt die Paracas-Kultur in der Gegend um die peruanische Hauptstadt Lima. Bis heute weiß niemand, ob eine eigene Kultur existierte oder die Toten wegen der trockenen, konservierenden Luft von weit her herangeschafft wurden.
In Kolumbien existierte die Herrera-Kultur im Hochland von Bogotá sowie nördlich davon und die Calima-Kultur auf der Westkordillere um die heutige Stadt Cali. Der Zeitraum dieser Kulturen wird etwa zwischen dem 4. Jahrhundert v. Chr. bis 2. Jahrhundert n. Chr. eingeschätzt.
Ab dem 4. Jahrhundert wurden umfangreiche Grabanlagen von der San Agustín-Kultur angelegt und bis zum 7. Jahrhundert Geländeverformungen, vermutlich zu rituellen Gründen, durchgeführt. Die Wurzel der Kultur reichen bis zum 7. Jahrtausend v. Chr. zurück. Handel wurde sowohl mit den Küsten- als auch den Amazonasbewohnern geführt.

Ausdehnung des Tiwanaku- und Wari-Staats

Um den Titicacasee entwickelte sich ab dem 1. Jahrhundert v. Chr. bis etwa 1000 n. Chr. die Tiwanaku-Kultur. Ob es tatsächlich ein Tiwanaku-Reich gegeben hat, ist nicht geklärt. Die Spuren dieser Kultur sind aber in Peru, Bolivien und dem Norden Chiles zu bemerken. Im engen Zusammenhang dürfte die Wari-Kultur stehen, die viel später um die Stadt Ayacucho existiert hat.
Zwischen 300 v. Chr. und 600 n. Chr. fällt die Nazca-Kultur, die geheimnisvolle Linien in den Küstenboden scharrten und Bewässerungskanäle kannten. Benannt wurde diese Kultur nach der nahegelegenen Stadt Nazca, etwa 500 km südlich von Lima.

Die Expansion des Inkareiches (1438–1533)

Ab dem 1. Jahrhundert existierte im Norden die Mochica-Kultur, die im Wüstenstreifen an der Pazifikküste eine ertragreiche Landwirtschaft mit ausgeklügelten Bewässerungssystemen betrieb. Sowohl die Keramik als auch die Metallverarbeitung waren hoch entwickelt. Neben Gold und Silber wurde auch Kupfer verarbeitet. Die Mochica hatten mehrere Fürstentümer, die Kultur verschwand aber im 7. Jahrhundert, vermutlich infolge eines El-Niño-Ereignisses.
Von 850 bis 1500 ist im nördlichen Ecuador und südlichen Kolumbien die Capulíkultur fassbar.
Danach entwickelten sich die Chimu in der Zeit von 1000 bis 1470 mit der Hauptstadt Chan Chan (Sonne Sonne) in der Gegend um Trujillo in Peru. Ihre Fähigkeiten im Kunsthandwerk waren weniger ausgeprägt als bei den Mochica. Sie legten mehr Wert auf Massenproduktion und Nutzgegenstände.
Am Ostrand der Anden lebten von 800 bis 1600 die Chachapoyas. Von ihnen ist nur sehr wenig bekannt. Das kriegerische Volk war hochgewachsen und hellhäutig. Die Überbleibsel ihrer Kultur sind völlig untypisch für südamerikanische Andenvölker. Berühmt sind die Felsengräber, die sie an hohen Steilklippen hinterlassen haben. Im 16. Jahrhundert wurden sie durch eingeschleppte Krankheiten ausgerottet.
Ab 1438 bis 1532 herrschten die Inkas über große Teile Südamerikas und schufen ein riesiges Reich. Durch die Ankunft der spanischen Eroberer wurde dem ein jähes Ende gesetzt.

## Kolonialzeit

### Eroberung
Bereits 1494 wurde Südamerika im Vertrag von Tordesillas von Papst Alexander VI. zwischen Spanien und Portugal aufgeteilt. Der östliche Teil, große Teile des heutigen Brasilien, wurde Portugal zugesprochen. Panama und der Rest des Kontinents fiel an Spanien. Die spanische Eroberung erfolgte von Mittelamerika und aus der Karibik, auf der Suche nach dem sagenhaften Goldland El Dorado. Die Geschichte und Informationen über die Besiedelung des portugiesischen Teiles findet man in der Geschichte Brasiliens.
Die ersten Siedlungen der spanischen Einwanderer entstanden bereits um 1520 im heutigen Venezuela, Kolumbien und Argentinien. Angetrieben durch die reichen Goldquellen in Mexiko, erkundete Francisco Pizarro von Panama aus die Pazifikküste Südamerikas für die spanische Krone, auf der Suche nach Reichtümern. Dabei gelangte er im Jahr 1526 ins heutige Ecuador und Peru. In den beiden Jahren 1532/1533 verstand er es, die Wirren des Bruderkrieges zwischen den Inka Huáscar und Atahualpa auszunutzen und unterwarf das riesige Inkareich. Zu Hilfe kamen ihm dabei die von den Einwanderern mitgebrachten Krankheiten, die für die ursprüngliche Bevölkerung verheerende Folgen hatten.
Besonders in der Karibik wurde die Bevölkerung innerhalb kürzester Zeit fast völlig ausgelöscht. Auch bei anderen Eroberungen, v. a. Perus, kam es zu exzessiven Massakern. Um die Frage der Behandlung der Indigenen entspann sich ein umfassender ideologischer Konflikt mit den Exponenten Bartolomé de Las Casas als „Generalverteidiger der Indios“ und Juan Ginés de Sepúlveda, der die Ureinwohner als eine Art Untermenschen betrachtete. Dieser Streit führte zum Erlass der Leyes Nuevas („Neue Gesetze“) von 1542, die zwar die Eingeborenen teilweise schützten, vielfach jedoch unwirksam waren und teilweise zurückgenommen wurden. Auch spätere Ansätze der spanischen Krone, eine Gesetzgebung zum Schutz der Indianer zu entwickeln, scheiterten an mangelndem Umsetzungswillen und der Realität der kolonialen Gesellschaft angesichts der Profitabilität der Ausbeutung.
Traurige Berühmtheit erlangten dabei die Silberminen von Potosí, in denen im Lauf der Kolonialzeit unzählige Indianer unter unerträglichen Bedingungen arbeiteten und weit über eine Million daran zugrunde ging. Auch die Zwangsarbeit im Rahmen der Encomienda führte zu desolaten Verhältnissen für die indigene Bevölkerung, dazu kam die soziale Zerrüttung durch die Vernichtung der indigenen Kultur im Namen der Religion und Zivilisation. Außerdem nahmen die Indianer den niedrigsten und schwächsten Rang in der kolonialen Kastengesellschaft ein.
Besonders radikal war die Verfolgung der Indigenen in jenen Gebieten, die im 19. Jahrhundert von den Europäern abgerungen wurden, in den berühmten Indian Wars aber auch bei der Eroberung Patagoniens. Hier kam es zur gezielten Auslöschung ganzer Stämme, sodass man hier von einem bewussten Genozid sprechen muss.

### Verwaltung

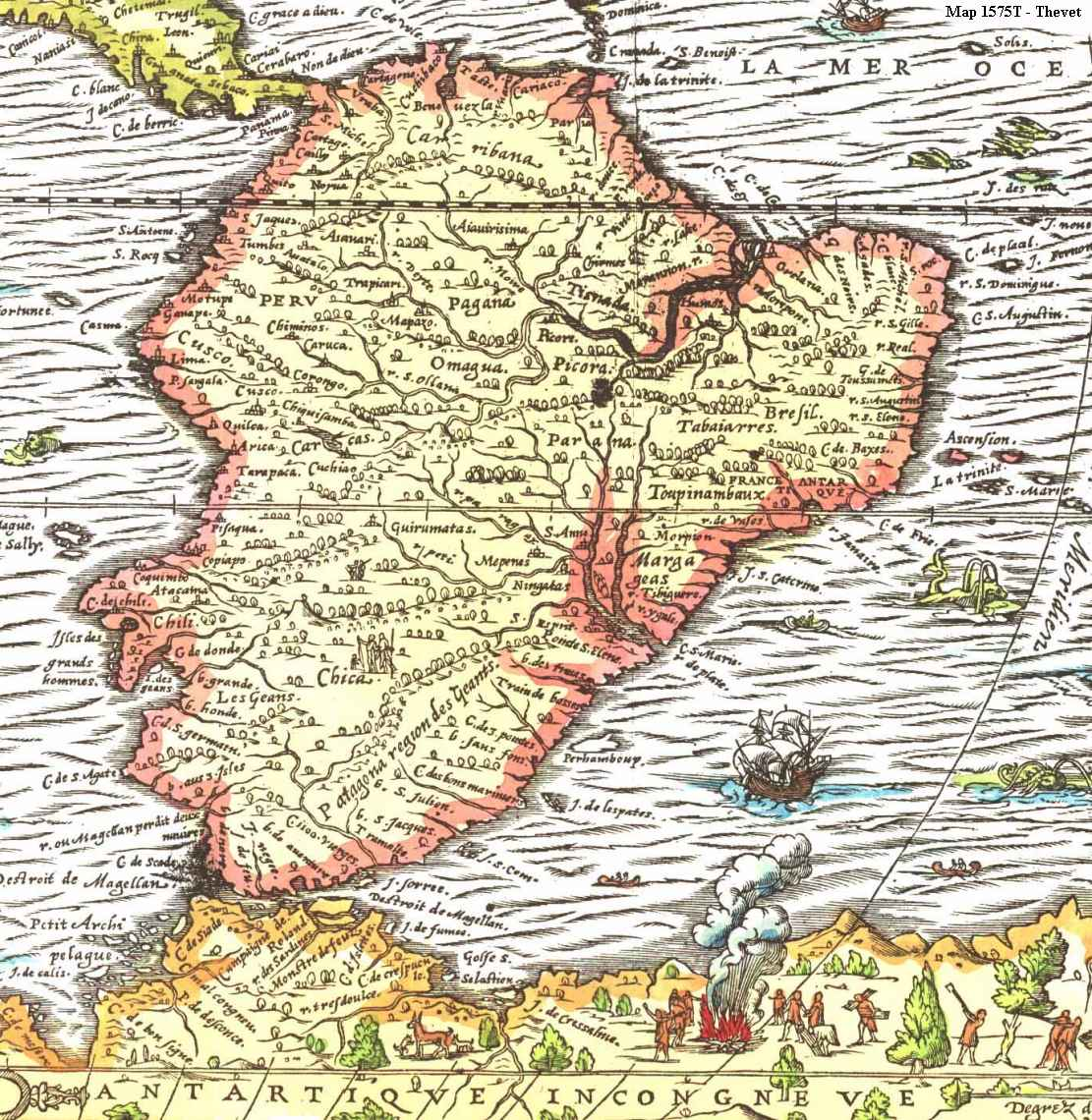
Zeitgenössische Karte 1575

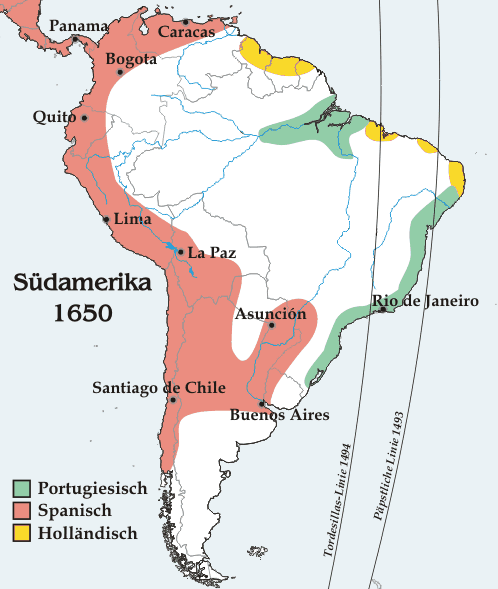
Südamerika um 1650

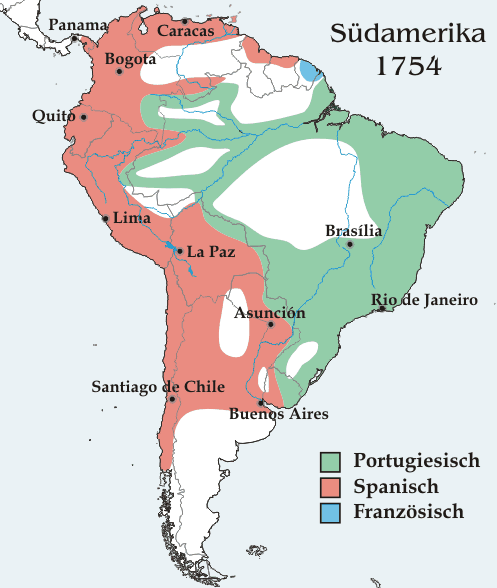
Südamerika um 1754

Bis etwa 1500 war Christoph Kolumbus oberste Autorität in der Neuen Welt. Erst mit der Stabilisierung des riesigen Reiches und der Gründung des Vizekönigreiches Neuspanien (Mexiko und Venezuela) und des Vizekönigreiches Peru (spanischer Teil von Südamerika und Panama) im Jahr 1543, mit Lima als Hauptstadt, gab es zwei Vertreter des Königs auf dem Kontinent. Der Vizekönig von Peru galt wegen der Silbervorkommen in Potosí als höhergestellt. Das Reich wurde in Provinzen eingeteilt, dem jeweils ein Gouverneur mit administrativen und richterlichen Befugnissen vorstand.
In Europa wurden eigene Institutionen für die Verwaltung der überseeischen Gebiete eingerichtet. Sie entwarfen Gesetze und übernahmen politische Aufgaben. Im Cedulario Indiano, der damals wichtigsten Referenz über die Gesetze in den neuen Gebieten, stehen etwa 3500 Gesetze.
Ein wichtiges Mittel zur Kolonialisierung war die Gründung von Städten. Sie dienten der Festigung von Machtansprüchen. Zuerst nur gegenüber der indianischen Bevölkerung gedacht, dienten sie später auch gegenüber den Ansprüchen anderer europäischen Mächte. Jede Gründung wurde genau kontrolliert. Verwaltet wurden sie von einem Stadtrat, der sich aus zwei Stadtrichtern und Ratsmännern zusammensetzte. Darüber hinaus setzte der spanische König jeweils eine Person ein, die ihm direkt unterstellt war und die Aufgabe hatte, Ordnung und königliche Autorität herzustellen.
1717 lösten sich Ecuador, Kolumbien und Venezuela aus dem Vizekönigreich Peru und bildeten das Vizekönigreich Neugranada. Bolivien, Chile, Argentinien und Paraguay folgten 1776 diesem Beispiel und schufen das neue Vizekönigreich Río de la Plata.

### Bevölkerungsveränderung
Erst die Inka, mit ihrer straff organisierten Infrastruktur, hatten es den Spaniern möglich gemacht, in kurzer Zeit das riesige Reich unter ihre Herrschaft zu bringen und die Verhältnisse nach ihren Interessen umzuformen. Kleinere Kulturen, deren Formen auf Verwandtschaftsregeln basierten, wie es sie etwa im südlichen Chile und in Argentinien gab, konnten infolge fehlender zentralistischer politischer Organisation nie unter die Kontrolle des Kolonialregimes gebracht werden. Im Gegenzug kam es aber zur Aneignung von Agrartechniken, Anbaupflanzen und vor allem des Pferdes bei den indianischen Stämmen.
Bei den vielen unterschiedlichen Völkern im Amazonasbereich begrenzte sich der Kontakt auch wegen der dünnen Besiedlung eher auf Handels- und Missionszweck. In den Steppen und Savannen Paraguays, Nordargentiniens und im östlichen Teil Boliviens lebten nomadische Jäger und Sammler in Gruppen mit kaum mehr als 100 Personen. Der Kolonialisierung stand hier mehr die Verdrängung und die Ausrottung durch Krankheiten gegenüber.
Nach der spanischen Eroberung war der Bevölkerungsrückgang der indigenen Bevölkerung dramatisch. Die Gründe dafür lagen in den eingeschleppten Krankheiten, den kriegerischen Ereignissen, den Todesfällen durch die Versklavung der Indianer und in der Umstellung der Ernährungsgewohnheiten. Durch den großflächigen Anbau von Zuckerrohr und durch die eingeführten Weidetiere blieb kein Platz für den Anbau der herkömmlichen Lebensmittel. Zugleich erhöhte sich dadurch die Bodenerosion. Der durch den Bevölkerungsrückgang der Einheimischen hervorgerufene Arbeitskräftemangel führte schließlich in weiten Teilen Südamerikas zur Einfuhr von Sklaven aus Afrika.
Durch die Vermischung der verschiedenen Bevölkerungsgruppen bildete sich schließlich eine dreiteilige Gesellschaftsschichtung heraus. An deren oberster Stelle standen die spanischen Einwanderer, gefolgt von ihren Nachfahren, den mit der einheimischen Bevölkerung vermischten Kreolen. Die unterste Schicht bildete die indigene Bevölkerung.

### Auswirkungen der spanischen Kolonialpolitik
Aufgrund der zahlreichen militärischen Unternehmungen benötigte das Mutterland enorme finanzielle Mittel, die die amerikanischen Besitzungen in Form von Gütern, Gold und Silber lieferten. Die spanischen Könige wurden dadurch unabhängiger von den Ständen im eigenen Land, was den Habsburgern durchaus entgegenkam. Karl V. verbrauchte alleine für seinen Tunis-Feldzug knapp 3 Milliarden Dukaten, die die neue Welt aufbringen musste. Die Nachfolger folgten seinem Beispiel. Ab dem 17. Jahrhundert nahmen die Geldlieferungen aus der neuen Welt ständig ab, was einherging mit dem Niedergang Spaniens als Hegemonialmacht in Europa, der neben den fehlenden Silber- und Goldlieferungen aus den amerikanischen Kolonien auch durch den Niedergang der inländischen Wirtschaftsleistung und einer zunehmenden Inflation bedingt war.
Die Kolonialisierung Südamerikas ging zu Kosten der dortigen Bevölkerung unter Verlust von Menschen und Kulturen, während in Europa die Großmachtpolitik Spaniens nie ohne die Mittel aus der neuen Welt möglich gewesen wäre.

## Entkolonialisierung

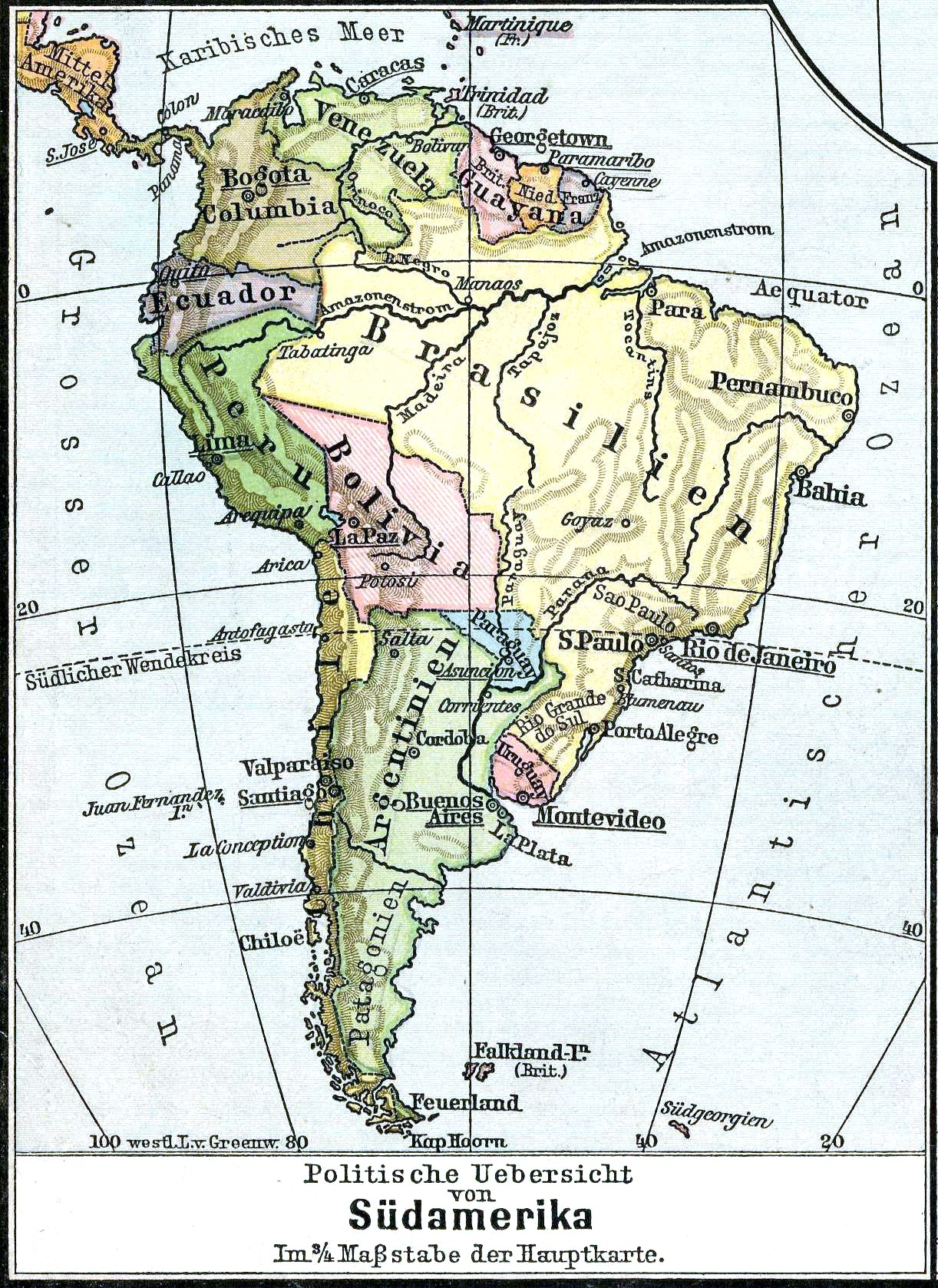
Südamerika 1899

Angeregt durch die Französische Revolution und die Unabhängigkeit der britischen Kolonien in Nordamerika, vor allem aber verursacht durch Mängel im spanischen Kolonialsystem und dem spanischen Handelsmonopol, entwickelte sich die Auflehnung gegen das spanische Mutterland. Entscheidend war dabei die Rolle der kreolischen Oberschicht, die aufgrund von wirtschaftlichen Interessen, Streben nach Macht und durch den durch spanische Enteignungsmaßnahmen ausgelösten ökonomischen Druck die Unabhängigkeitsbewegung initiierte und vorantrieb. Die Forderung nach Unabhängigkeit wurde seit 1808 diskutiert und 1809 kam es in den Real Audiencias Charcas (heute Bolivien) und Quito zu ersten Aufständen, denen sich im folgenden Jahr die restlichen Staaten in Spanisch-Amerika anschlossen. Die zuerst verwirklichte Selbstverwaltung, der erst später Unabhängigkeitserklärungen folgten, war im Sinne der von Napoleon Bonaparte besetzten Spanier und wurde durch die Verfassung von Cádiz 1812 noch weiter gefördert. Die endgültige Loslösung vom Mutterland war auch in den Reihen der Kreolen nicht unumstritten, so dass es neben den Auseinandersetzungen mit den Kolonialtruppen auch zu inneren Kämpfen kam. Die vor allem im heutigen Kolumbien massiven Kämpfe untereinander, verhinderten schnelle und nachhaltige Siege gegen die Spanier, deren Aufmerksamkeit wegen der Franzosen im eigenen Land gebunden war. Lediglich in Argentinien hielten sich die Separatisten durchgängig. Eine argentinische Expedition scheiterte 1811 in Paraguay, aber die Patrioten dort setzten sich noch im gleichen Jahr gegen die Royalisten durch. 1813 löste sich das Land von Argentinien und wurde eigenständige Republik.
Unter dem Widerstand der Royalisten zerbrachen in Bolivien, Ecuador und sogar zweimal in Venezuela die frühen Republiken. In Bolivien änderten daran auch wiederholte Expeditionen der Argentinier nichts. Peru, in dem der Vizekönig mit einer Mischung aus Härte und Entgegenkommen reagierte, kamen die Patrioten über vereinzelte, letztlich fruchtlose Aufstände nicht hinaus. Dadurch fanden die Spanier Perus Gelegenheit, einen Feldzug nach Chile zu starten, der zwischen 1814 und 1817 die dortige Republik zwischenzeitlich beendete. 1815 entsandte der zur absolutistischen Herrschaft in Spanien zurückgekehrte Ferdinand VII. ein Expeditionsheer zur Rückeroberung der Kolonien in Südamerika. Da dieses mit der Rückeroberung von Kolumbien und dem zwar schon 1814 unterworfenen, aber nicht wirklich zu befriedenden Venezuela nahezu ausgelastet war, blieben für die übrigen Länder, Argentinien voraus, nicht genügend Truppen, um wirklich erfolgreich zu sein.
Nach dem zurückgeschlagenen spanischen Rückeroberungsversuch, rüsteten die Argentinier einen Feldzug zur Befreiung Chiles, der erfolgreich verlief. Im Norden konnte sich Simón Bolívar, der die zweite Republik in Venezuela erkämpft und wieder verloren hatte, nach vergeblichen Versuchen, am unteren Orinoko Ende 1817 festsetzen. Seine Anstrengungen Caracas zu erobern blieben erfolglos, bis er eine Kampagne ins schwächer bewachte Kolumbien führte, mittels derer er die Spanier dort 1819 besiegen konnte. Während die Patrioten die Befreiung weiterer Länder vorbereiten, war auch Ferdinand VII. nicht untätig geblieben. Ein zweites Heer, fast doppelt so stark wie das erste, sollte Anfang 1820 seine Kolonien endgültig sichern, aber ihr Anführer, Rafael del Riego, wandte sich gegen seinen König und zwang ihn militärisch zur Anerkennung der Verfassung von 1812. Auch wenn diese Phase nur bis Ende 1823 dauerte, verschaffte sie doch den Republikanern Südamerikas die Zeit, ihr Werk zu vollenden.
Während der Argentinier José de San Martín, der mit Bernardo O’Higgins Chile befreit hatte, 1820 nach Peru aufbrach, um die spanische Herrschaft zu beenden, bereitete Bolívar die Niederwerfung der Spanier in seiner venezolanischen Heimat, sowie im heutigen Ecuador vor. Die von den Ereignissen in Spanien frustrierten Kolonialtruppen verloren 1821 Venezuela und 1822 Ecuador. Damit war das von Bolívar angestrebte „Großkolumbien“ Realität geworden. San Martín brachte sich derweil in Peru selbst um die Früchte seiner guten Arbeit und war gezwungen, sich von Bolívar helfen zu lassen. Dieser jedoch zog es vor, in eigener Verantwortung Peru den Spaniern zu entreißen. 1824 gelang dies schließlich Antonio José de Sucre, der bereits Ecuador im Auftrag Bolívars der Unabhängigkeit zugeführt hatte. Mit dem Fall Perus stand das heutige Bolivien isoliert und die Spanier dort bekämpften sich gegenseitig, so dass Sucre das Land ohne Schlacht 1825 endgültig aus der kolonialen Abhängigkeit führen konnte.
Uruguay, das Teil des Vizekönigreichs La Plata gewesen war, wurde nach Kämpfen von den Vereinigten Provinzen von Rio de la Plata (Argentinien) 1828 unabhängig. In Brasilien waren die Portugiesen im Umgang mit ihren Kolonisten geschickter gewesen. 1822 entließen sie das Land offiziell in die Unabhängigkeit, jedoch blieb mit Kaiser Pedro I. ein Sohn des portugiesischen Königs an der Macht. Daher kann man wohl erst 1889 von einer echten Souveränität sprechen, als die Monarchie in Brasilien abgeschafft wurde. Guayana wurde 1966 von England in die Unabhängigkeit entlassen, Surinam von den Niederländern 1976. Französisch-Guayana ist bis heute Übersee-Departement.

## Geschichte der Nationalstaaten
Nach Erlangung der Unabhängigkeit wurden nach und nach Demokratien aufgebaut. Im 19. und 20. Jahrhundert, insbesondere nach dem Zweiten Weltkrieg wurden nahezu alle Länder Südamerikas von rechtsgerichteten Militärdiktaturen regiert. Dabei kam es in fast allen betroffenen Ländern zu gravierenden Menschenrechtsverletzungen im Rahmen so genannter Schmutziger Kriege gegen politische Gegner aller Art, vor allem in den 1970er- und 1980er-Jahren. Diese Periode zeichnete sich durch das heimliche Verschwindenlassen und Ermorden zehntausender Menschen (Desaparecidos) durch staatliche Organe aus, was etwa die Gesellschaften Chiles und Argentiniens bis heute belastet. Seit 1990 waren alle Länder Südamerikas demokratisch regiert, seit dem Amtsantritt von Präsident Nicolás Maduro 2013 ist jedoch Venezuela in die Diktatur abgerutscht. Eine wichtige Einflussgröße auf die politische Entwicklung Südamerikas bildet seit jeher die Außenpolitik der USA. Seit Anfang der 2000er-Jahre kamen in zahlreichen Ländern Südamerikas linksgerichtete Regierungen durch Wahlen an die Macht.
██ Links/Sozialistisch
██ Mitte-links
██ Unabhängig/Liberal/Zentristisch
██ Mitte-rechts/Rechts
██ Diktatur oder Militärregime